# Julie Clary
Julie Clary (Marseille, 26 december 1771 — Florence, 7 april 1845) was de dochter van François Clary, een rijke zijdehandelaar uit Marseille. Julie kwam via haar zuster Désirée Clary, de latere koningin Desideria van Zweden en Noorwegen, in contact met Jozef Bonaparte, de oudere broer van Napoleon Bonaparte. Julie trouwde met Jozef Bonaparte en werd in het Keizerrijk van Napoleon (1804-1813) Hare Keizerlijke Hoogheid Princesse Française en later koningin van Napels en van Spanje nadat haar man de troon alhier besteeg om in naam van zijn broer te regeren. Het echtpaar kreeg twee dochters. Julie en Jozef werden, net als de hele familie Bonaparte, uit Frankrijk verbannen in 1813.
- Biblioteca Nacional de España: XX5395706
- Gemeinsame Normdatei: 118714074
- International Standard Name Identifier: 0000 0000 2820 0005
- Library of Congress Control Number: n92082342
- Nederlandse Thesaurus van Auteursnamen: 308234871
- Système universitaire de documentation: 155818317
- Virtual International Authority File: 13101987
- WorldCat: E39PBJwRPY7QYTkkv7J69rbjmd